# Kimi wo Nosete
"Kimi wo Nosete" (君をのせて) é uma canção escrita por Joe Hisaishi e pelo letrista Hayao Miyazaki para o longa-metragem de animação do Studio Ghibli, O Castelo no Céu (1986). A música-tema do filme foi originalmente interpretada por Azumi Inoue, sendo divulgada em 25 de agosto de 1986, pela Tokuma Japan Communications. Posteriormente, foi incluída em um álbum de compilação e lançada como single em 25 de março de 1988.

## Antecedentes
Isao Takahata, o produtor de O Castelo no Céu, sugeriu que o tema musical fosse organicamente ligado ao filme, e pediu a Miyazaki para escrever a letra e a Hisaishi para compor o refrão e alterar o arranjo da canção "Shiita no Ketsui" do álbum de imagens.

## Faixas e formatos
- CD single[4]

1. Kimi wo Nosete (君をのせて) — 3:18
2. Gasshou: Kimi wo Nosete (合唱 君をのせて) — 2:02